# الرحيل (لوست)
يعتبر «الرحيل: الجزء 1» و «الرحيل: الجزء 2» مجتمعين خاتمة الموسم الأول من المسلسل التلفزيوني الدرامي الأمريكي لوست، ويتكون من الحلقة 23 والحلقتين 24 و 25 من الموسم الأول والعرض بشكل عام. الحلقات من إخراج جاك بيندر، وكتابة دامون ليندلوف وكارلتون كيس. في الولايات المتحدة، تم بث «الجزء 1» لأول مرة في 18 مايو 2005، و «الجزء 2» في 25 مايو 2005، كنهاية موسم مزدوج المدة على قناة ABC. في العديد من البلدان، مثل المملكة المتحدة وإيطاليا وأستراليا والبرتغال، تم تقسيم «الجزء 2» مزدوج المدة إلى النصف، مما أدى إلى تسمية الحلقة الأخيرة «الرحيل: الجزء 3».
في هذه الحلقات، تقود دانييل روسو (ميرا فورلان) كل من جاك شيبارد (ماثيو فوكس) وكيت أوستن (إيفانجلين ليلي) وجون لوك (تيري أوكوين) وهوجو "هيرلي" رييس (خورخي غارسيا) إلى الصخرة السوداء الغامضة لإحضار بعض الديناميت لهم لتفجير باب الفتحة، حيث يلوح تهديد الآخرين في الأفق. في هذه الأثناء، أبحر مايكل داوسن (هارولد بيرينو) وابنه والت لويد (مالكولم ديفيد كيلي) وجيمس "سوير" فورد (جوش هولواي) وجين-سو كوون (دانيال داي كيم) على الطوف الذي بنوه على أمل العثور على الإنقاذ.

## القصة

### الجزء 1

#### الفلاشباك
تم عرض العديد من الناجين في الساعات الأخيرة قبل الرحلة. في وقت مبكر من صباح ذلك اليوم، استيقظ والت لويد (مالكولم ديفيد كيلي) وشغل التلفزيون. عندما استيقظ مايكل داوسن (هارولد بيرينو) يطلب منه إيقاف تشغيله، ألقى والت نوبة غضب ويخرج من الغرفة مع كلبه فينسينت. في صالة المطار، يتحدث جاك شيبارد (ماثيو فوكس) مع راكب آخر على متن رحلته، آنا لوسيا كورتيز (ميشيل رودريغيز). تم إخبار جيمس "سوير" فورد (جوش هولواي) أنه تم وضعه على متن الرحلة 815 لأنه تم ترحيله من قبل الحكومة الأسترالية بعد الاعتداء على وزير الزراعة في شجار في الحانة. تم تقييد يدي كيت أوستن (إيفانجلين ليلي) من المارشال (فريدريك ليهن). خلال محادثة مع ضابط الجمارك، كشف المارشال أنه خدع كيت بطائرة لعبة توم برينان. عندما يذكر توم بسوء، تهاجمه كيت، لكنها بلا حيلة. عند تسجيل الوصول، تنتظر شانون راذرفورد (ماجي جريس) بون كارلايل (إيان سومرهالدر) ليحصل لهم على مقعد من الدرجة الأولى، عندما طلب منها سعيد جراح (نافين أندروز) مراقبة حقيبته. توافق بلا مبالاة، لكن عندما يعود بون بدون ترقية، تترك الحقيبة بلا مبالاة. وبينما يقوم بون بتوبيخها، توجهت إلى ضابط شرطة، وأخبرته أن «شابًا عربيًا» ترك حقيبته دون رقابة. صن-هوا كوون (كيم يون-جين) وجين-سوو كوون (دانيال داي كيم) يتناولان الطعام في مقهى المطار. سمعت صن تعليقات من زوجين أمريكيين يسخران من جين وأجبرت على التظاهر بأنها لا تفهم محادثتهما.

#### على الجزيرة
في الصباح الباكر، وصلت دانييل روسو (ميرا فورلان) إلى الشاطئ لتحذير الناجين من أن الآخرون قادمون، وتروي لهم المزيد عن قصتها. كانت حاملاً عندما أتت إلى الجزيرة قبل ستة عشر عامًا، لكن الآخرين - وقد بشر بوصولهم عمود من الدخان الأسود - جاؤوا واختطفوا طفلتها التي لم ترها منذ ذلك الحين.
بينما تستأنف المجموعة العمل على الطوف، لاحظ والت عمودًا من الدخان الأسود. ثم أخبر الناجون روسو عن الفتحة وحاجتهم إلى فتحها. تعرض روسو اصطحابهم إلى «الصخرة السوداء»، حيث تقول إنهم يستطيعون العثور على الديناميت.
يصطدم جاك بسوير في الغابة، ويسلمه مسدسًا بذخيرة «تحسبا». يتشاركون في وداع محرج بعيد. عندما غادر جاك، أوقفه سوير وأخبره عندما التقى برجل يدعى كريستيان (والد جاك) في حانة في سيدني. أخبر جاك ما قاله كريستيان عن ابنه، وجاك متأثر. ينتقل جاك إلى الغابة للعثور على المتفجرات.
بينما جاك وكيت وجون لوك (تيري أوكوين) وهوجو "هيرلي" رييس (خورخي غارسيا) والدكتور ليزلي أرزت (دانييل روبوك) يتجهون نحو الصخرة السوداء، فإن الوحش يلاحق أرزت، الذي تقول روسو إنه نظام أمني يحمي الجزيرة.
بينما يستعد الطوف للانطلاق، يعطي سعيد الفريق باعثًا للرادار ومسدس إشارة، بينما يجمع تشارلي بيس (دومينيك موناغان) الرسائل من المنبوذين المتبقين لوضعها في زجاجة، ويترك والت فينسنت مع شانون. تودع صن جين، وسلمته دفترًا من المصطلحات الإنجليزية المكتوبة صوتيًا لمساعدته على التواصل مع الآخرين. هذا يشجعه على التحدث معها ويتصالحان. يقول إنه سيذهب، فقط لأنه يريد إنقاذها من الجزيرة. بعد الوداع، ينطلق فريق الطوف، بينما على طول الطريق، يستمر عمود الدخان في الارتفاع.

### الجزء 2

#### الفلاشباك
بعد فلاشباك صن من الحلقة السابقة، يذهب جين إلى الحمام، ويقابل رجلاً قوقازيًا (جون والكوت) يكشف، باللغة الكورية، أنه يعمل مع والد صن، ويعرف أن جين كان يحاول الهروب مع صن. أخبر جين بإكمال تسليمه للساعة إلى صديق والد صن في كاليفورنيا، وقال إنه لن يكون حراً أبدًا. في غرفته بالفندق، يحاول تشارلي العثور على مخدراته. تسأل فتاة (تيراسا ليفينغستون)، من الواضح أنه قد نام معها، عما إذا كان لديه أي منهم. يكذب ويقول إنه نفد، لكنها تدرك أنه يكذب وتهاجمه للحصول على المخدرات.
ينتظر مايكل ووالت في المطار لرحلتهم. يتصل مايكل بوالدته ويسألها عما إذا كان بإمكانها رعاية والت، وفي النهاية عرض عليها أن يدفع لها. يظهر أن والت سمع جزءًا من المحادثة بينما كان يطلب من مايكل بطاريات للعبة الفيديو الخاصة به.
يستيقظ هيرلي في وقت متأخر من رحلته بسبب ماس كهربائي في مقبس الحائط الذي يترك ساعة المنبه بدون كهرباء. في اندفاع مجنون للمطار، واجه العديد من المشاكل، بما في ذلك الإطارات المثقوبة والوصول إلى المحطة المحلية بدلاً من الدولية؛ تمكن من الوصول إلى المطار تماماً عند إغلاق البوابة. تستطيع وكيلة الصعود أن تجعلهم يعيدون فتح الأبواب له، ويحتضنها. أخبر موظفو الخطوط الجوية لوك أن الكرسي المتحرك الذي يستخدم عادة لتحميل الركاب المعاقين على متن الطائرة مفقود، ويجب أن يحمله اثنان من المضيفين. عندما يسقط كتابًا من مقعده، لا يستطيع الوصول إليه، لكنه يكافح للحفاظ على كرامته.
الفلاشباك الأخير هو مونتاج يُظهر مجموعة من الغرباء وهم يصعدون إلى الطائرة. تكافح كلير في الممر للوصول إلى مقعدها. تم اصطحاب كيت في الأصفاد إلى الطائرة. سوير يبحث عن مقعده بينما يخزن تشارلي غيتاره. يضع جاك أمتعته في المقصورة العلوية، ويراقب لوك خلفه مباشرة. تجلس صن بهدوء مع جين الذي يحدق في الساعة. يتحمل سعيد العنصرية الخفية لراكب آخر جالس بالقرب منه من خلال النظر إلى صور حبه المفقود ناديا. يربط مايكل حزام الأمان الخاص بوالت وهو يلعب غيم بوي أدفانس أس بي، متجاهلاً والده. تبحث شانون بشكل محموم عن جهاز الاستنشاق في حقيبتها، بون أعطاها إياه، مما جعلها تبتسم. يصعد هيرلي إلى الطائرة، ويمنح والت إبهامًا لأعلى قبل الجلوس. يساعد أرزت كلير في وضع حقيبتها في المقصورة العلوية. أخيرًا، جاك، على وشك الجلوس، لفت انتباه لوك، وتعرف الاثنان ببعضهما البعض بأدب، غير مدركين لما ينتظرهما.

#### على الجزيرة
تم الكشف عن أن الصخرة السوداء هي بدن سفينة شراعية خشبية مسجلة في بورتسموث، تقطعت بها السبل في الغابة. بعد أن تتركهم روسو، يدخل لوك وكيت وجاك السفينة من خلال ثقب كبير في الهيكل. تم العثور على هياكل عظمية مقيدة ببعضها البعض، من المحتمل أن تكون بقايا عبيد. تم العثور أيضًا على معدات تعدين قديمة، بما في ذلك حقيبتان على الأقل من عصي الديناميت شديدة التقلب. جاك ولوك يسحبان إحدى الحقيبات خارج السفينة. أثناء محاولته التعامل مع بعض الديناميت بعناية، قام أرزت عن طريق الخطأ بتحريك إحدى العصي عند التلويح بها حوله، وتفجير نفسه. قرر الناجون المتبقون الاستمرار في لف الديناميت بقطعة قماش مبللة ومحاولة حملها إلى الفتحة.
في طريقهم، رأى جاك وكيت ما يبدو أنه سحابة صغيرة من الدخان تتحرك بين بعض الأشجار القريبة، وسمعوا هدير الوحش، الذي يعلق ساق لوك ويسحبه عبر الغابة. يمسك جاك بلوك لمنعه من الانجرار في حفرة، على الرغم من أن لوك يتوسل لجاك للسماح له بالرحيل. ثم يأمر جاك كيت بإلقاء قطعة من الديناميت في النفق، مما يتسبب في انفجار تحت الأرض، مما يؤدي إلى خروج دخان أسود من ثقب قريب في الأفق، ويختفي. يتراخى تمسك لوك وهم قادرون على استخراجه. يناقش جاك ولوك الموقف، ويقول لوك إن جاك رجل علم، لكنه هو رجل إيمان. يعتقد لوك أن كل ما حدث، بما في ذلك وفاة بون، قد تم تقديره مسبقًا، مما أدى بهم جميعًا إلى فتح الفتحة. لا يوافق جاك، ويعتقد أن فتح الفتحة هو مسألة بقاء بسيطة.
كان تشارلي وكلير بمفردهما على الشاطئ عندما ركضت روسو وأخبرت تشارلي أنها بحاجة لرؤية سعيد على وجه السرعة. عندما يركض تشارلي لإحضار سعيد، تسأل روسو كلير إذا كان بإمكانها حمل طفلها. سرعان ما يعود تشارلي وسعيد (برفقة شانون)، ليجدوا كلير مصابة بجرح في رأسها وتصرخ بأن طفلها قد تم أخذه، ويظن سعيد أن روسو تنوي محاولة تبادل آرون، طفل كلير، بطفلها أليكس مع «الآخرون». مع اقتراب المساء، اتجه تشارلي وسعيد نحو الدخان الأسود. أثناء رحلتهم، أصيب تشارلي بأحد أفخاخ روسو، كما واجهوا طائرة مهربي المخدرات التي سقطت، والتي كشف سعيد، غير مدرك لماضي تشارلي كمدمن، أنها مليئة بالهيروين - يبدو تشارلي متضاربًا وهو يحدق بهم. عندما وصل سعيد وتشارلي إلى الشاطئ مع الدخان الأسود، لم يكن هناك أي آثار أقدام أو أشخاص آخرين، مجرد محرقة على الرمال، على الرغم من أنهم اكتشفوا الطفل وروسو في مكان قريب. يتهمها تشارلي بغضب بإشعال المحرقة بنفسها واختراع «الآخرين» كغطاء لاختطاف الطفل. أخبرتهم وهي تبكي أنها سمعتهم يقولون إنهم سوف يلاحقون «الصبي»، واعتقدت أنها إذا أحضرته إليهم، فسيعيدون طفلها. وتعيد الطفل لهم.
في هذه الأثناء، يصل جاك وكيت ولوك وهيرلي إلى الفتحة. تمكنوا من تثبيت الديناميت على مفصل الفتحة، وهم على وشك إطلاقه عندما يلاحظ هيرلي ظهور الأرقام على الجانب. يصرخ عليهم كي لا يشعلوا الفتيل، لكن لوك يفعل ذلك على أي حال. يحاول هيرلي القضاء عليه دون جدوى، ونجح جاك في إبعاده في الوقت المناسب لإنقاذه من الانفجار.
في الليل، تقوم عملية المسح بالرادار لطاقم الطوف بإستكشاف قارب بعيدًا. يطلقون شعلتهم الوحيدة، ويقترب القارب منهم. اتضح أنهم مجموعة من الغرباء في قارب صغير يطالبونهم بتسليم والت. سوير يحاول سحب سلاحه، ولكن أطلق عليه أحد أفراد طاقم القارب النار وسقط في الماء. يقفز جين في الماء لمحاولة إنقاذ سوير، بينما يتغلب الغرباء على مايكل، ويلقون به في الماء، يختطفون والت. وأثناء إبحارهم، قام الغرباء بإلقاء متفجرات على الطوف، محطمين إياه. (يوضح هذا المشهد أنه عندما سمعت روسو «الآخرون» يقولون إنهم «قادمون من أجل الصبي»، كانوا في الواقع يأتون من أجل والت - وليس طفل كلير، آرون، كما أسائت روسو تفسير معناهم.)
تشارلي لم شمل الطفل مع كلير. كما تم الكشف عن أن تشارلي احتفظ بواحد على الأقل من التماثيل المليئة بالهيروين في حقيبته. شانون تجد سعيد ويحتضنون.
تنتهي الحلقة مع جاك ولوك ينظران لأسفل إلى الفتحة، والتي فجّر الانفجار غلافها بنجاح. الكاميرا تنزل أسفل الفتحة؛ وهي حفرة مظلمة وضيقة للغاية بها سلم مكسور بالقرب من القمة.

## الإنتاج
هذا هو أول ظهور لآنا لوسيا كورتيز (تلعب دورها ميشيل رودريغيز) التي ستصبح شخصية منتظمة في الموسم الثاني. تمثل هذه الحلقة أيضًا أول ظهور لـ توم (إم سي غيني)، وهو شخصية متكررة في المواسم التالية.
تمت كتابة الحلقات من قبل المنتجين التنفيذيين دامون ليندلوف وكارلتون كيس، مما يجعلهما الحلقتين الثانية والثالثة التي كتبوهما معًا.
بينما يندفع هيرلي عبر المطار، تظهر الأرقام 4 و 8 و 15 و 16 و 23 و 42 على ظهور قمصان فريق رياضي مدرسي.

## الإستقبال وآراء النقاد
18.62 مليون مشاهد أمريكي شاهدوا «الجزء الأول» مباشرة. 20.71 مليون مشاهد أمريكي تابعوا «الجزء الثاني»، مما يجعل هذه الحلقة الأكثر مشاهدة في الولايات المتحدة منذ الحلقة الثالثة عشرة، «قلوب وعقول».
كريس كارابوت من IGN "أحب" الظهور الأول لتوم لأنه "مشهد رائع ومقدمة أولى لنا عن الآخرون إلى جانب تسلل إيثان إلى المخيم."  وجد غيني رد فعل المعجبين على ظهوره الأول "صعبًا حقًا"، لأنه "في كل مكان كان الناس يعطونه مظهرًا قذرًا وكانوا مثل" ماذا ستفعل بهذا الصبي؟ "، لكنه لاحظ أن هذا تحسن تدريجياً بعد ظهوره في الموسم الثاني. في مقال آخر على موقع IGN، صنف إريك جولدمان "الرحيل: الجزء 1" في المرتبة 52 من بين جميع حلقات لوست، بينما صنف "الرحيل: الجزء 2" في المركز التاسع عشر، مشيدًا بالتوتر الذي حدث في كلا الجزأين. أدرجت إيرين مارتيل من فرقة AOL التلفزيونية توم في "أدوار الضيف الخمسة الأكثر إمتاعًا" من المواسم الثلاثة الأولى، وعلقت "أنا أحسب حلقته الأولى على أنها المفضلة لدي. بالنسبة لأموالي، لم يكن هناك شيء مزعج أكثر مما حدث عندما ظهر غيني فجأة ونطق بالكلمات، "علينا أن نأخذ الصبي". لم أتمكن من إخراج هذا المشهد من رأسي لعدة أيام بعد بث "الرحيل". " 

## روابط خارجية
| - "الرحيل: الجزء 1" في ABC - «الرحيل: الجزء 1» على قاعدة بيانات الأفلام على الإنترنت |  | - "الرحيل: الجزء 2" في ABC - «الرحيل: الجزء 2» على قاعدة بيانات الأفلام على الإنترنت |

1. ↑  "Lost - Netflix". نتفليكس. مؤرشف من الأصل في 2021-03-08. اطلع عليه بتاريخ 2017-11-24.
2. ↑  Ausiello, Michael, (May 3, 2006) "Why Did Lost Kill Ana Lucia?  نسخة محفوظة 2008-10-23 على موقع واي باك مشين.
3. ↑  "Weekly Program Rankings". ABC Medianet. 24 مايو 2005. مؤرشف من الأصل في 2009-05-16.
4. ↑  "Weekly Program Rankings". ABC Medianet. 1 يونيو 2005. مؤرشف من الأصل في 2015-03-11. اطلع عليه بتاريخ 2008-07-30.
5. ↑  Carabott.
6. ↑  name="Podcast April 07"
7. ↑  Goldman، Eric (23 سبتمبر 2014). "Ranking Every Episode of Lost". آي جي إن. زيف ديفيس [الإنجليزية]. مؤرشف من الأصل في 2019-12-27. اطلع عليه بتاريخ 2019-09-25.
8. ↑  Martell, Erin, (February 19, 2007) "The Five: Best Lost guest stars", TV Squad. نسخة محفوظة 2021-02-17 على موقع واي باك مشين.